# Lujaniano
O Lujaniano  é um período de tempo geológico (0.8—0.011 Ma ou 800-11 tya) dentro do Pleistoceno e Holoceno utilizado mais especificamente com a Idade Sul-Americana de mamíferos terrestres. O período segue o Ensenadano.
A idade é geralmente dividida entre o estágio Bonaeriano do Pleistoceno, que se encerra há cerca de 130.000 anos, e o Lujaniano, que dura de cerca de 130.000 anos até o início do Holoceno.